# Gmünder Jugendkirche

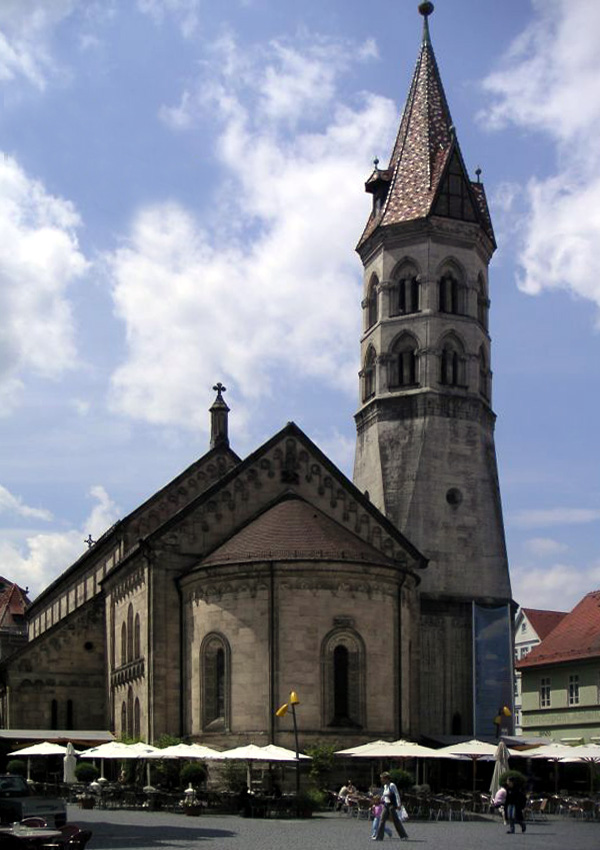
Ansicht der Johanniskirche vom Marktplatz von Schwäbisch Gmünd

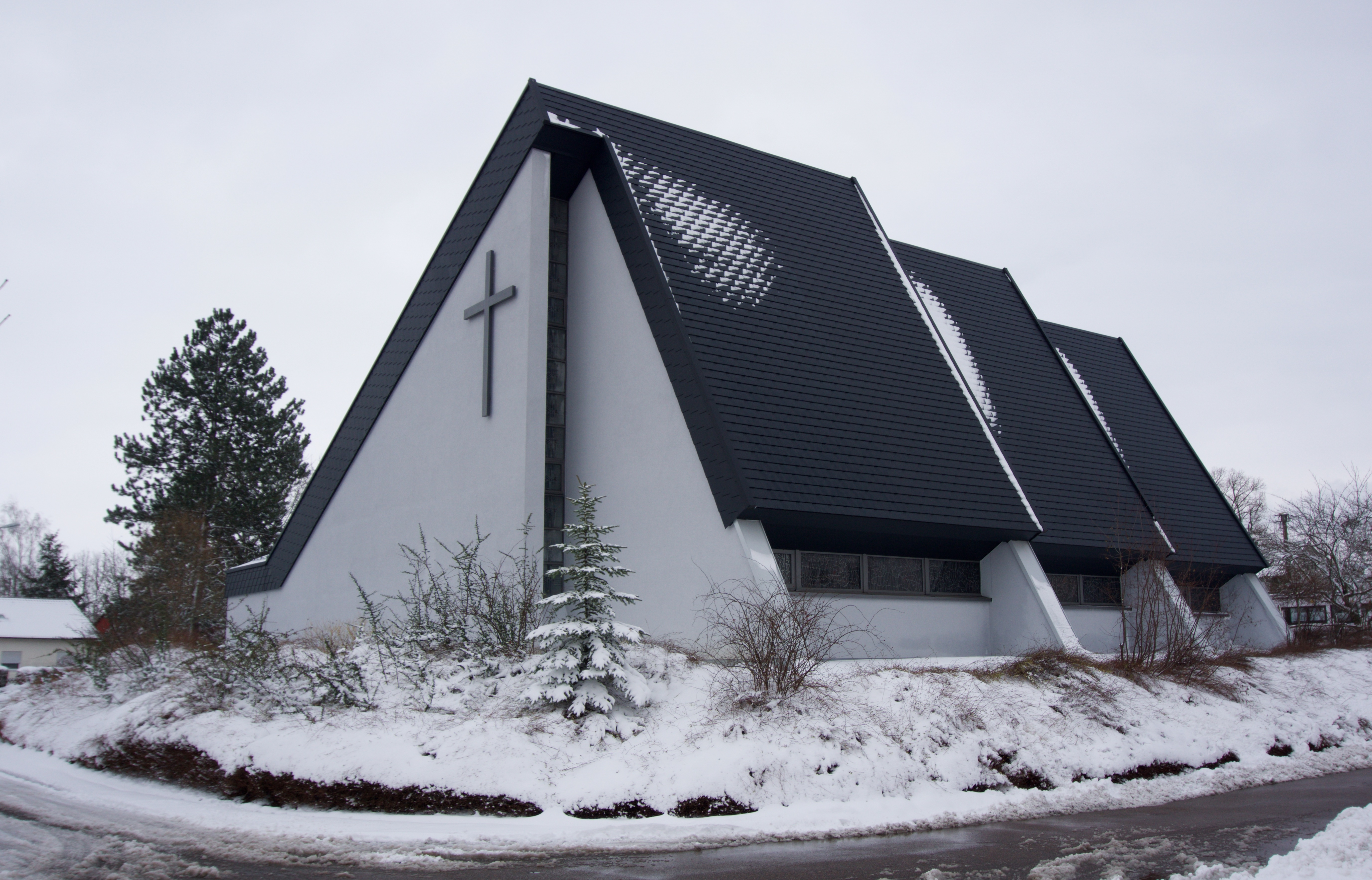
Auferstehung-Christi-Kirche

Die Gmünder Jugendkirche war zunächst eine ökumenische Jugendkirche. Sie wurde am 24. Juni 2005 eröffnet und war zuerst hauptsächlich in der Johanniskirche in Schwäbisch Gmünd beheimatet. Sie galt als einzige ökumenische Jugendkirche im Bereich der katholischen Diözese Rottenburg-Stuttgart. Seit 2016 finden die meisten Veranstaltungen in der Auferstehung-Christi-Kirche statt. Das Profil der Jugendkirche ist mittlerweile konfessionell römisch-katholisch geprägt.

## Ursprüngliches Konzept
Das selbst gesetzte Ziel der Gmünder Jugendkirche war es, den jugendlichen Gläubigen einen Platz zu schaffen, an dem die Jugendlichen ihren Glauben leben und Kirche gestalten können. Passend zu diesem Motto „gestalten und erleben“ waren auch die Angebote der Jugendkirche gestaltet. Sie reichten von Gottesdiensten über spirituelle Impulse bis zu Konzerten und Kunst- und Kulturprojekten. Es war dabei für die Jugendkirche ein wichtiger Aspekt, dass Jugendliche selbst ihre Ideen einfließen lassen, neue Formate umsetzen und organisieren. 
Das Besondere an der Gmünder Jugendkirche war die Ökumene. Veranstaltungen wurden sowohl von katholischer als auch von evangelischer Seite sowie gemeinsam organisiert und angeboten. Auch konfessionell organisierte Veranstaltungen wurden immer ökumenisch angeboten. Getragen wurde die Jugendkirche von der katholischen Seelsorgeeinheit Schwäbisch Gmünd-Mitte, dem evangelischen Jugendwerk Schwäbisch Gmünd und dem katholischen Jugendreferat Schwäbisch Gmünd des BDKJ.

## Neukonzeptionierung
Nach etwas weniger als zehn Jahren, wurde die Konzeption der Jugendkirche Schwäbisch Gmünd fundamental verändert. Während weiter zentrale Elemente der ursprünglichen Konzeption beibehalten werden, wie die Möglichkeit, dass Jugendliche an der Gestaltung der Jugendkirche aktiv teilhaben können und das verschiedene Veranstaltungstypen zum Einsatz kommen, ist die konfessionelle Beschränkung eine der tiefgreifendsten Veränderungen. Trug diese ökumenische Ausrichtung gerade zur Einzigartigkeit der Jugendkirche bei. Daneben änderte die weiter vom katholischen Jugendreferat Schwäbisch Gmünd des BDKJ und der Seelsorgeeinheit Schwäbisch Gmünd-Mitte getragenen Jugendkirche ihren Gottesdienstort.